# Funzione iniettiva

Un esempio di funzione iniettiva: non esiste alcun elemento di Y che sia puntato da più di un elemento di X

Un esempio di funzione non iniettiva: gli elementi 3 e 4 vengono mandati entrambi nell'elemento C

In matematica, una funzione iniettiva (detta anche funzione ingettiva oppure iniezione) è una funzione che associa, a elementi distinti del dominio, elementi distinti del codominio.
In altre parole: una funzione da un insieme {\displaystyle X} a un insieme {\displaystyle Y} è iniettiva se ogni elemento di {\displaystyle Y} non può essere ottenuto in più modi diversi partendo dagli elementi di {\displaystyle X}. 

## Definizione
Una funzione {\displaystyle f\colon X\to Y} si dice iniettiva se due elementi distinti del dominio hanno immagini distinte, ossia {\displaystyle a_{1}\neq a_{2}} implica {\displaystyle f(a_{1})\neq f(a_{2})}; equivalentemente, se due elementi del dominio hanno la stessa immagine allora coincidono necessariamente, ossia {\displaystyle f(a_{1})=f(a_{2})} implica {\displaystyle a_{1}=a_{2}}.
Simbolicamente:
{\displaystyle \forall x,y\in X,\;\;f(x)=f(y)\Rightarrow x=y}
oppure, nella forma contronominale:
{\displaystyle \forall x,y\in X,\;\;x\neq y\Rightarrow f(x)\neq f(y).}

## Proprietà

### Grafico

Questo è il grafico di una funzione reale di variabile reale non iniettiva; c'è quindi una retta parallela all'asse x che lo interseca in più di un punto

Se {\displaystyle f\colon X\to Y} è una funzione iniettiva, allora ogni elemento dell'immagine {\displaystyle {\text{Im}}(f)=f(X)=\{f(a)\mid a\in X\}} è immagine di esattamente un elemento del dominio, e la proiezione del grafico {\displaystyle \Gamma (f)=\{(a,b)\in X\times Y\mid f(a)=b\}} sulla seconda coordinata è una funzione iniettiva.
In particolare, se {\displaystyle f} è una funzione reale di una variabile reale iniettiva, qualunque retta parallela all'asse delle {\displaystyle x} intersecherà il grafico della funzione in al massimo un punto.
Se inoltre la funzione iniettiva è definita e continua su un intervallo, allora è strettamente monotòna (strettamente crescente o strettamente decrescente).
Viceversa, se {\displaystyle f} è una funzione reale di variabile reale non iniettiva, allora esistono due elementi del dominio che hanno la stessa immagine, {\displaystyle f(a_{1})=f(a_{2})=b}. Dunque la retta {\displaystyle y=b} interseca il grafico {\displaystyle \Gamma (f)} in almeno due punti: {\displaystyle (a_{1},b)} e {\displaystyle (a_{2},b)}.

### Omomorfismi
Un omomorfismo di gruppi è iniettivo (monomorfismo) se e solo se il suo nucleo è costituito dal solo elemento neutro.
In particolare, un'applicazione lineare tra spazi vettoriali è iniettiva se e solo se il suo nucleo è composto solo dal vettore nullo.
Equivalentemente in spazi di dimensione finita, un'applicazione lineare è iniettiva se e solo se la dimensione dell'immagine è uguale alla dimensione del dominio: non esistono quindi applicazioni lineari iniettive da uno spazio ad un altro di dimensione minore.

### Invertibilità

La funzione esponenziale, definita da alla sola immagine è invertibile, con inversa la funzione logaritmo La funzione logaritmo è l'inversa della funzione esponenziale, se quest'ultima è definita quando il codominio di quest'ultima è ristretto all'intervallo

L'iniettività è una condizione necessaria ma non sufficiente per l'invertibilità.
Una funzione iniettiva {\displaystyle f\colon X\to Y} non è in generale invertibile, perché dovrebbe essere anche suriettiva. Restringendo però il codominio all'immagine si ottiene una diversa funzione {\displaystyle {\tilde {f}}\colon X\to f(X)}, invertibile.
Una funzione invertibile {\displaystyle f} è iniettiva, ed anche la sua inversa {\displaystyle f^{-1}}, essendo invertibile, è iniettiva.

### Composizione
La composizione di due (o più) funzioni iniettive è iniettiva:
{\displaystyle a_{1}\neq a_{2}\Rightarrow f(a_{1})\neq f(a_{2})\Rightarrow g(f(a_{1}))\neq g(f(a_{2}))}
Se la funzione composta {\displaystyle g\circ f} è iniettiva, allora {\displaystyle f} è iniettiva, ma non è detto che {\displaystyle g} lo sia.
Ad esempio, la funzione iniettiva {\displaystyle g\circ f\colon \mathbb {R} \to \mathbb {R} \colon x\to ({e^{x}})^{2}} è composizione di una funzione iniettiva {\displaystyle f\colon \mathbb {R} \to \mathbb {R} \colon x\to e^{x}} e di una funzione non iniettiva {\displaystyle g\colon \mathbb {R} \to \mathbb {R} \colon x\to x^{2}}.
Se esistono due funzioni distinte {\displaystyle g,h\colon C\to A} tali che {\displaystyle f\circ g=f\circ h}, allora {\displaystyle f} non è iniettiva:
infatti esiste un {\displaystyle c\in C} con {\displaystyle g(c)\neq h(c)}, ma {\displaystyle f(g(c))=f(h(c))}.

### Cardinalità
Una funzione il cui dominio abbia cardinalità superiore al codominio non può essere iniettiva. Dunque una funzione iniettiva tra due insiemi ha un codominio di cardinalità maggiore o uguale al dominio.
Questa proprietà è vera, oltre che per insiemi di cardinalità finita anche per insiemi di cardinalità infinita: per esempio, non esistono funzioni iniettive da un insieme con la cardinalità del continuo a un insieme numerabile.

### Numero di funzioni iniettive
Il numero di funzioni iniettive da un insieme finito {\displaystyle A} con {\displaystyle n} elementi ad un insieme finito {\displaystyle B} con {\displaystyle m} elementi è pari al numero di disposizioni semplici di {\displaystyle m} elementi, presi {\displaystyle n} a {\displaystyle n}:
{\displaystyle {\frac {m!}{(m-n)!}}}.

### Altre proprietà
- Se {\displaystyle f:A\rightarrow B} è iniettiva, e {\displaystyle X} e {\displaystyle Y} sono sottinsiemi di A, allora {\displaystyle f(X\cap Y)=f(X)\cap f(Y)}.

- Ogni funzione {\displaystyle f\colon A\rightarrow B} può essere scomposta come composizione {\displaystyle f=h\circ g} di una funzione suriettiva {\displaystyle g\colon A\to f(A)} e di una funzione iniettiva {\displaystyle h\colon f(A)\to B}, definendo {\displaystyle g(a)=f(a)} e {\displaystyle h(b)=b}.

## Ulteriori caratterizzazioni dell'iniettività
Quelle che seguono sono formulazioni equivalenti alla definizione dell'iniettività di una funzione {\displaystyle f:A\rightarrow B}  e, pertanto, sono interpretabili come ulteriori caratterizzazioni della stessa proprietà.
- Esistenza di un'inversa sinistra: esiste una funzione {\displaystyle g:B\rightarrow A} tale che {\displaystyle g\circ f=\mathrm {id} _{A}.}
- Cancellabilità a sinistra per composizione: per ogni insieme {\displaystyle T} e per ogni funzione {\displaystyle g:T\rightarrow A,} e {\displaystyle h:T\rightarrow A,} tali che {\displaystyle f\circ g=f\circ h,} si ha {\displaystyle g=h.}
- Identità della controimmagine dell'immagine di qualunque sottoinsieme del dominio: per ogni {\displaystyle S\subseteq A,} si ha {\displaystyle f^{-1}(f(S))=S.}

## Esempi
- Su ogni insieme {\displaystyle X} la funzione identità {\displaystyle id_{X}\colon X\to X\colon x\mapsto x} è iniettiva (e suriettiva).
- L'inclusione {\displaystyle \imath \colon Y\hookrightarrow X} di un sottoinsieme {\displaystyle Y\subset X} in {\displaystyle X}, essendo restrizione dell'identità {\displaystyle id_{X}}, è iniettiva.
- Una funzione definita su un insieme con un solo elemento, {\displaystyle f\colon \{x\}\to Y}, è iniettiva.
- Una funzione definita sull'insieme vuoto, {\displaystyle f\colon \emptyset \to Y}, è iniettiva.
- Una funzione costante, {\displaystyle f_{y}\colon X\to Y\colon x\mapsto y}, definita su un dominio con almeno due elementi, non è iniettiva.
- Per {\displaystyle a,b\in \mathbb {R} } e {\displaystyle a\neq 0}, la funzione {\displaystyle f\colon \mathbb {R} \to \mathbb {R} \colon x\mapsto ax+b} è iniettiva (e suriettiva).
- La funzione esponenziale {\displaystyle \exp \colon \mathbb {C} \to \mathbb {C} } non è iniettiva.
- La funzione esponenziale {\displaystyle \exp \colon \mathbb {R} \to \mathbb {R} } è iniettiva.
- La funzione logaritmo, {\displaystyle \log \colon \mathbb {R} _{0}^{+}\to \mathbb {R} }, è iniettiva.
- Una funzione reale derivabile, {\displaystyle f\in D^{1}(\mathbb {R} )}, la cui derivata sia sempre strettamente positiva, o sempre strettamente negativa, è iniettiva.
- Una funzione reale derivabile, {\displaystyle f\in D^{1}(\mathbb {R} )}, la cui derivata cambi segno, non è iniettiva.
- La funzione quadrato {\displaystyle f\colon \mathbb {N} \to \mathbb {N} \colon x\mapsto x^{2}} è iniettiva.
- La funzione quadrato {\displaystyle f\colon \mathbb {R} \to \mathbb {R} \colon x\mapsto x^{2}} non è iniettiva.
- La funzione cubo {\displaystyle f\colon \mathbb {R} \to \mathbb {R} \colon x\mapsto x^{3}} è iniettiva.
- La funzione cubo {\displaystyle f\colon \mathbb {F} _{7}\to \mathbb {F} _{7}\colon x\mapsto x^{3}} non è iniettiva.
- Una funzione periodica (come seno e coseno) non è iniettiva.